# Typoman
『Typoman』（タイポマン）は、ドイツのインディーゲームスタジオBrainseed Factoryが開発したアクションパズルゲーム。日本のPlayStation 4版は『タイポマン』、同じく日本のNintendo Switch版は『ワードマン』（Wordman）、iOS版とAndroid版は『Typoman Mobile』（タイポマン モバイル）のタイトルを用いている。

## 概要
「HERO」（英雄）の4文字のアルファベットで形成された姿の主人公が、荒廃した世界で悪の存在と対峙しながら冒険を繰り広げる。作品内では主人公をはじめ多くのものが英単語で表現されているが、主人公は道中にある文字を用いて単語を作成するとその単語の意味に応じて状況を変えることができ、この力を用いてステージ内の仕掛けを解き進めることになる。
本作は、タイポグラフィとゲームプレイを組み合わせるというアイデアをもとに2011年後半に企画された。当初はゲーム内の物体やキャラクターを文字で表現することだけが決まっていたが、熟慮の末に物語性のあるアクションパズルのジャンルに帰着し、2012年後半には謎解きの一例を示したコンセプトトレーラー映像を作成、それからしばらく間隔が開き、2014年より本格的な制作が開始された。

## システム
サイドビューで描かれたステージ各所にはアルファベットの文字が配置されており、一部エリアには任意の文字を任意の数だけ作り出す装置もある。文字の多くは押したり担いだりして移動でき、前述のように特定の単語を作成すると単語の意味に沿った効果が発動する（例：「OPEN」（開く）の単語を作成すると付近の扉が開く）。また、「HATE」（嫌悪）などのネガティブな単語は主人公を襲う敵に変形し、逆に「LOVE」（愛）などのポジティブな単語を作ると敵の攻撃を防ぐバリアが周囲に発生する。そして、「LIE」（嘘）の単語から変形する生物は、既に作成された単語を吸収し対義語に変換する（例：「YES」（はい） → 「NO」（いいえ））。
ステージは4つのチャプターに分かれており、それぞれが複数のブロックに区切られている。ステージの一部の場所（主に辿り着きづらい場所）にある「”」の記号を取得すると、「日記」に謎解きのヒントを兼ねた文章が記される。
ゲームクリア後には、以下の2つのミニゲームがプレイ可能となる。
- Antonymizer - 「LIE」の能力を活用しながら、指定された単語を作成する。
- Word Hunter - 60秒間で単語をできるだけ多く作成することを目指す。単語は得点化され、含まれる文字数が多いほど高得点となる。

## 受賞・ノミネート
- Game Connection（英語版） America 2015 Development Awards 「Best Casual」受賞、「Best Console / PC Hardcore」ノミネート[18]
- Best of Quo Vadis 2015 「Best of Quo Vadis」受賞[19]
- Gaming Trend's Best of E3 2015 Awards 「Best Art Style」受賞、「Best Indie」ノミネート[20]
- German Developer Awards 2015 「Best game design」「Best audio」「Best console game」「Best German indie game」「Best German Game」ノミネート[21]
- Deutscher Computerspielpreis（ドイツ語版） 2016 「Beste Inszenierung（Best Scenery）」受賞[22]
- TIGA Games Industry Awards 2018 「Best Puzzle Game」「Visual Design」ノミネート[23]